# Hermonassa chalcidia
Hermonassa chalcidia är en fjärilsart som beskrevs av Charles Boursin. Hermonassa chalcidia ingår i släktet Hermonassa och familjen nattflyn. Inga underarter finns listade i Catalogue of Life.